# Seminario menor de Nuestra Señora de Fátima
El Seminario menor de Nuestra Señora de Fátima (en portugués: Seminário Menor de Nossa Senhora de Fátima) es el seminario católico más antiguo en Timor Oriental fue fundado en el año 1936. El seminario se estableció inicialmente en el distrito Manatutu, al sur de Dili. En 1951 se trasladó a Dare. En 1954 la Santa Sede registró canónicamente el seminario. Fue tomado por los jesuitas en 1958. 
El seminario, que se encuentra en la cresta superior de las montañas de los alrededores de Dili, fue durante muchas generaciones la más importante institución educativa en Timor Oriental, donde fueron educados casi todos los líderes del país.
En 1983 la Escuela Secundaria de San José se convirtió en una institución independiente del Seminario Menor. Entre los estudiantes de la Escuela Secundaria hay aproximadamente 50 seminaristas.
El seminario fue el único lugar donde los habitantes de Timor Oriental podían ser educados más allá del nivel de la escuela secundaria y sus exalumnos incluyen líderes como Nicolau dos Reis Lobato y Carlos Filipe Ximenes Belo. Xanana Gusmão pasó cuatro años en el seminario. La mayoría de los guerrilleros por la independencia asociados al Fretilin fueron educados en el Seminario incluyendo José Ramos Horta. 
Hasta la independencia del medio de instrucción era el indonesio.